# Артук бен Эксюк
Артук бен Эксюк (староанатол. тур. ارتق بن اكسك‎, тур. Artuk ben Eksük (Äksük); — ум. 1090) — вождь огузского племени дёгеры, военачальник сельджукских султанов Альп-Арслана, Мелик-шаха и Тутуша. Родоначальник династии Артукогуллары, правившей бейликами в Мардине, Хасанкейфе, Харпуте.
В 1071 году Артук под командованием Альп-Арслана принимал участие в битве при Манцикерте. В 1073 году Артук взял в плен Русселя де Байоля и Исаака Комнина. В 1078 году по поручению Мелик-шаха и халифа аль-Муктади Биамриллаха Артук участвовал в покорении исмаилитов-карматов, живших на западе Аравийского полуострова. В следующем году Артук помог Тутушу занять Дамаск. В 1083/84 году Артук участвовал в кампании против Мерванидов, отказывавшихся признать султаном Мелик-шаха. В этой кампании за выкуп Артук помог скрыться союзнику Мерванидов, эмиру Мосула Муслиму бен Кюрейша. Несмотря на то, что после этого Артук помог Мелик-шаху в осаде Мосула, Мелик-шах разгневался на Артука за помощь Муслиму. Это подтолкнуло Артука перейти на службу к Тутушу. В 1085 году Артук и Тутуш захватили Иерусалим, который Тутуш дал Артуку как икта. В период, когда Иерусалим был под управлением Артука, христиане имели возможность совершать паломничество в Храм Гроба Господня при уплате специального налога. В 1086 году Артук участвовал вместе с Тутушем в битве в Сирии против Сулеймана ибн Кутулмыш, который погиб в этом сражении. После смерти Артука в 1090/91 году его сыновья и пришедшие им на смену в 1098 году Фатимиды были менее терпимы к христианам, что стало одной из причин крестовых походов.

## Биография

### Происхождение и начальные годы
Артук был вождём огузского племени дёгеры из Средней Азии. Время и место рождения Артука неизвестны. Невозможно точно определить место, откуда племя прибыло в Анатолию, но хронисты писали, что предки Артука жили в Мавераннахре или в городе под названием Шехриман на западе Каракум. Ибн аль-Асир (и все, опиравшиеся на него) называли отца Артука «Эксеб» («Аксаб»),  Ибн Халликан и Абу-ль-Фида называли отца Артука «Эксюк». Как считают историки, правильным является второй вариант. Кроме имени, об отце никакой информации не сохранилось. Предположительно Эксюк жил во времена сельджукских султанов Тогрула и Альп-Арслана и оказал им важные услуги во время основания государства сельджуков, что привело на службу сельджукам и его сына. Правильное написание имени сына — «Артук», хотя встречаются неверные написания «Уртук», «Орток», «Ортук» и «Артак». Значение имени Артук в различных тюркских языках: «излишек», «чрезмерно много». Имя отца Артука имеет противоположное значение — недостаток, убывание. Тюрки часто давали сыновьям имена со смыслом, противоположным смыслу имени отца.
Артук служил Альп-Арслану с  1063 года и принимал участие в разгроме византийцев при Манцикерте в 1071 году. После победы при Манцикерте Альп-Арслан был вынужден отправиться на восток для подавления восстаний и погиб в  конце 1072 года. Вероятно, Артук сопровождал его в этом походе. После смерти Альп-Арслана, в период борьбы его сыновей, Артук признал султаном Мелик-шаха.

### Пленение Русселя де Байоля

Ближний Восток в XI веке. Места, связанные с деятельностью Артука. Отмечены регионы Халван и эль-Хаса

Активные действия сельджукских командиров в Анатолии, которые постоянно совершали набеги на византийские земли до Измита, вызывали беспокойство в Константинополе. Против них был отправлен служивший Византии норманн Руссель де Байоль, однако тот взбунтовался. Для его усмирения отправился Исаак Комнин, однако Руссель разбил его и взял в плен. В 1073 году Михаил VII просил помощи у Артука. Артук обнаружил Русселя на горе у озера Сапанджа. С помощью обманных действий небольшие отряды войска Артука частями заманили войско Русселя в ловушку, в то время как основные силы стояли в укрытии, а ещё один отряд отрезал пути отхода. Окружив Русселя, Артук начал атаку основными силами. По описанию источников, стрелы сыпались дождём. Руссель был разбит и взят Артуком в плен вместе с Исааком. Впоследствии Артук отпустил каждого из них за выкуп.
Обстоятельства, связанные с пленением Русселя де Байоля (Урселя), изложены Никифором Вриеннием, который называл тюрка Артух (ср.-греч. Αρτούχ). Византинист Л.-Г. Шлюмберже полагал, что это Тутуш, искусствовед Т. Райс считала, что это Сулейман ибн Кутулмыш. Однако византинист Л. Брейе, специалист по истории сельджуков А. Севим, Г. Ват полагали, что Артух — это Артук.
Никифор Вриенний и Анна Комнина описывали взаимодействие Русселя с неким турком Тутахом в 1075 году. Согласно им, Руссель вошёл в союз с Тутахом, но затем Тутах договорился со стратопедархом Алексеем Комнином, схватил Русселя и передал за выкуп Алексею. Эти же события изложены у продолжателя Скилицы и Михаила Атталиата, но имя тюрка они не называли. В. Н. Карпов (в комментариях к переводу Вриенния) высказывал предположение, что Тутах и Артух — это одно лицо. Авторы сайта «Prosopography of the Byzantine World» аналогично отождествили Тутаха с Артуком.

### Покорение карматов
Исмаилитское карматское государство к 1070 году занимало территории на западном побережье Персидского залива в области эль-Хаса. Халиф аль-Муктади Биамриллах обратился к Сельджукскому султану Мелик-шаху и попросил помощи «против карматов». Первая кампания оказалась неудачной. Несмотря на то, что Абдулла бен Али Уюнид в  1069/70 разбил армию карматов, он не мог захватить эль-Хасу и нанести им окончательное поражение. Понимая это, Абдулла в 469 Х.г. (длился с 9 августа 1076 года по 30 июля 1077 года) связался с Мелик-шахом и его визирем Низам аль-Мульком. Командующим второй кампании Мелик-шах назначил Артука. Последний со своим братом Альп-Кушем и семью тысячами туркоманов прибыл в Басру, чтобы подготовить экспедицию. Жители боялись впустить его в город, но он заверил их, что его целью является лишь добыть для похода в пустыню верблюдов и запасов, и пообещал не разорять город, если ему предоставят необходимое. Получив от жителей Басры 500 верблюдов, гружёных водой, и столько же мукой, Артук выступил в поход. В январе 1077 года Артук прибыл в эль-Катиф и занял его без боя, поскольку правитель эль-Катифа, Яхья бин Аббас, сорвавший первую экспедицию, бежал на остров Бахрейн. Затем Артук отправился к эль-Хасе, оплоту карматов, и осадил её на. Испытывая нехватку продовольствия и воды, карматы вступили в переговоры с Артуком. Им пришлось принять 4 условия: отказаться от проповеди шиизма и проповедовать суннизм; заплатить 10 тысяч золотых монет выкупа; дать Артуку 13 заложников в обеспечение выполнения условий. Однако после снятия осады карматы нарушили условия договора. Кроме того, они начали организовывать запасы продовольствия в своих замках. После этого Артук снова начал боевые действия. Он убил часть заложников и взял под контроль все пути снабжения. Карматы оказались в трудном положении в своих замках. Артук оставил Альп-Куша с 200 всадниками и местного арабского шейха, Уюнида Абдуллу ибн Али, сторожить карматов, а сам отбыл в Басру и Багдад, где калиф приветствовал его и прочёл фирман, восхвалявший Артука. После оглашения фирмана Артук получил дары от халифа и отправился обратно в Басру. По пути ему доставили письмо от Альп-Куша. Брат писал Артуку, что карматы решили воспользоваться уходом большей части войска Артука и предприняли крупную атаку. В результате сражения в районе Бейнеррахбетейн с войсками Альпкуша и Абдуллы ибн Али карматы были снова побеждены и сдались. Абдулла занял крепость, но не позволил туркоманским отрядам войти в неё. После отправления письма Артуку Альп-Куша посадили в тюрьму и убили. Получив известия, Артук вернулся в эль-Хасу и осадил Абдуллу бин Али. Тем временем многие арабские эмиры, которых Абдулла ранее разгромил, присоединились к Артуку. Артук предложил Абдулле мир взамен на старшего сына Абдуллы как «выкуп кровью» за смерть Альп-Куша. Сын Абдуллы, Али, добровольно сдался Артуку, который удовлетворился этим и покорностью Абдуллы. Таким образом в 1077 (1078) году Артук покорил карматов и подчинил их Мелик-шаху.

### Первая помощь Тутушу
Когда в  1079 году Фатимиды осадили Дамаск, его правитель Атсыз бен Увак попросил о помощи Мелик-шаха. Султан послал войско, во главе которого номинально находился брат Мелик-шаха Тутуш, но фактически им командовал Артук. Фатимиды ушли без боя, но Тутуш убил Атсыза и захватил Дамаск. Артук вернулся ко двору Мелик-шаха. В  1079 году султан поручил Артуку завоевание Халвана. Артук быстро и успешно выполнил это задание и получил область как икта. В течение пяти лет Артук  оставался в Халване.

### Покорение Марванидов
Марваниды из Амида со столицей в Майяфарикине пришли в Анатолию с Альп-Арсланом, но после смерти последнего отказались подчиниться его сыну Мелик-шаху и признать себя его вассалами. Кампанию против Амида возглавил Фархуддевле бен Джахир, который до  1061 года был визирем Марванидов, и питал  надежды, что Мелик-шах отдаст бейлик ему. Союзником Мансура Марванида стал Муслим бен Кюрейша, правитель территории от Мосула до Алеппо. До этого момента у него не было конфликтов с сельджукидами, но он  был единственным не сельджукским принцем в Месопотамии, и опасался, что после Мерванидов станет следующей мишенью. По этой причине Муслим ответил на призыв о помощи со стороны Мансура. Первое  столкновение закончилось победой  Фархуддевле, после чего Мансур и Муслим  скрылись в Амиде. Осада затянулась, и Фархуддевле бен Джахир обратился к Мелик-шаху с просьбой о подмоге. Мелик-шах доверил эту миссию Артуку, которого вызвал из Халвана с его туркоманами. Историки датируют это событие июнем 1083 или 1084 годом. Артук прибыл к Амиду, после того, как Марванид заявил, что готов сдать город, и Фахр ад-Даула остановил военные действия, отправив к Мелик-шаху посланника с сообщением о готовности Мансура сдаться.
Артук и бывший визирь халифа Фахруддевле не сошлись в том, как нужно действовать. Фахруддевле предлагал ждать ответа султана, тогда как Артук настаивал на немедленном штурме Диярбакыра.   Истоки конфликта крылись в социальной психологии туркоманов. По словам Сибта ибн-Джаузи, воины Артука говорили: «Мы приехали сюда из дальних стран, чтобы грабить, а они спешат помириться. Мы должны вернуться с  пустыми руками?»
В описании дальнейших событий историки расходятся. По одной версии, люди Артука напали на воинов Фахруддевле, убив многих из них, и Артук взял под контроль все выходы из города. Конфликт среди осаждающих решил использовать Муслим. Он подкупил Артука, который прибыл к Диярбакыру в ожидании добычи. Уплатив часть обещанного и пообещав доплатить позже, Муслим скрылся 21 августа 1084 года и из Ракки отправил остаток суммы.
По второй версии, изложенной Бар-Эбреем, Муслим увидел, что армия Артука намного сильнее, и предложил ему разойтись миром, обещав, что и он, и Мансур, подчинятся Мелик-шаху. Артук принял предложение, но армия отказалась уйти без боя, поскольку воины ждали поживы. На исходе ночи туркоманские воины под командованием Чубук-бея  провели неожиданный ночной рейд на Мансура и силы Муслима. Они не могли оказать серьёзного сопротивления и были полностью разгромлены. Некоторым удалось скрыться. Среди спасшихся были Мансур и Муслим. Муслим был обязан своим спасением умению и скорости знаменитого коня «Бешшар». Столица Марванидов Мейафарикин пала после осады, а бейлик прекратил существование. Туркоманы взяли в плен большое число арабских командиров и солдат с  лошадьми и оружием. За некоторых пленников удалось получить большой выкуп. Однако лошади и оружие оказались бесполезны. Лошадей было настолько много, что цены на них значительно упали: их продавали, по словам Сибта ибн-Джаузи, за один или два динара. А 10 тысяч трофейных копий использовали как дрова.
Поскольку Артук не достиг соглашения с Фархуддевле, он ушёл со своими туркоманами от Диярбакыра. Чтобы наказать Муслима за участие в мятеже Марванидов, Мелик-шах осадил Мосул. Артук отправился к Мосулу, чтобы поддержать армию Мелик-шаха в осаде города. Как только Артук достиг Мосула, он в письмах попросил местного командира сдаться. Однако жители согласились сдаться только султану. Султан занял Мосул, но через несколько дней был вынужден покинуть город в сопровождении Артука и отправиться на подавление восстания одного из своих братьев, Токиша, в Хорасан.

### Союз с Муслимом
Фахруддевле  обвинил Артука в трудностях с захватом Амида, что вызвало гнев Мелик-шаха против Артука. Поэтому Артук покинул Хорасан и отступил в икта в Хальване. Эмир Мосула Муслим начал формировать союз против Сулейманшаха. Он обратился к Артуку, и тот под влиянием обиды на Мелик-шаха и Сулейманшаха  решил объединиться с  Муслимом. В результате он заключил договор с Муслимом, включающий следующие статьи:
- И Муслим, и Артук обязуются оставить Мелик-шаха;
- Оба обязуются признать правителем сельджукского государства в Сирии и Палестине  Тутуша;
- Оба обязуются подчиняться не Аббасидам из Багдада, а Фатимидам из Каира.

Чтобы реализовать этот договор, они объяснили Тутушу свои планы, а Муслим отправил своего дядю Мукбила в Египет с просьбой о помощи. Халиф аль-Мустансир Биллах и его визирь отправили с Мукбилом  в Дамаск своего сына Эфдаля для прояснения обстановки. Эфдаль провёл переговоры с Тутушем, но Мукбилу было поручено вызвать из Халвана Артука. Однако в пути, когда Мукбил прибыл в Алеппо, он узнал, что Муслима победил и убил Сулейманшах. Мукбил, тем не менее, немедленно отправился к Артуку, но после смерти Муслима для Артука-бея предложение Мукбила утратило значение. Таким образом, переход Артука на службу Фатимидам не состоялся, но он поступил на службу к Тутушу.

### На службе у Тутуша
Мелик-шах отправил Артуку посланников с дарами и приглашением приехать и договориться. Артук не принял подарков и отклонил приглашение приехать, но решил не возбуждать гнева султана и предложил служить его интересам в будущем. Артук оправдывал своё поведение возведённой на него клеветой, испортившей отношение к нему султана. Брат Мелик-шаха Тутуш был осаждён войсками Фатимидов в Дамаске, но появление Артука, выступившего на стороне Мелик-шаха, изменило расстановку сил и осаждающие немедленно ушли от города. В  1085 году Артук и Тутуш завоевали Иерусалим, после чего Артук получил его от Тутуша как икта. Мнение Т. Райс о том, что Мелик-шах отдал Артуку Иерусалим за покорение Амида (Диярбакыра), не согласуется с ходом событий. В Храме Гроба Господня в потолке торчали три стрелы, пущенные Артуком. По словам Матвея Эдесского, они были видны и через 50 лет после того, как Артук захватил Иерусалим. Некоторые западные исследователи оценивали действия Артука-бея как оскорбление и выпад в сторону христиан. Есть и другая версия: по мнению турецкого историка А. Севима, этим актом Артук-бей хотел показать, что город был в его власти, потому что стрела у древних тюрок была её символом. Такого же мнения относительно значения стрел для тюрок вообще и Артукидов в частности придерживался К. Каэн.

### Последние годы
Весной  1086 года Тутуш откликнулся на просьбу о помощи шерифа Алеппо Ибн аль-Хутайти, который опасался нападения Сулеймана Сельджукида, захватившего Антиохию. Тутуш явился к Алеппо в сопровождении Артука и его сыновей, Сукмана и Иль-Гази. Бар Эбрей отвёл Артуку более значимую роль в этой кампании. По его словам, это была «война между эмиром Артуком и Сулейманом ибн Катламыш». 13 июня 1086 года (5 июня) Тутуш и Артук разгромили армию Сулеймана, который сам погиб. Описания битвы подчёркивают роль и мужество Артука. Он командовал не только своими туркоманами, но и арабскими войсками. Ибн аль-Асир писал, что Артук «героически сражался и ободрял арабов во время битвы». Благодаря своему опыту, Артук внёс существенный вклад в победу над Сулейманом.
Сначала правитель Алеппо, призвавший их, отказывался открыть ворота и заявлял, что сдаст город лишь Мелик-шаху, однако переменил решение, испугавшись штурма. Он связался с Артуком и попросил о посредничестве. Лишь заручившись обещанием Артука взять его с собой в Иерусалим, Ибн аль-Хутайти сдал город Тутушу. Цитадель же так и не сдалась, к тому же на подходе был Мелик-шах со своей армией.
Тутуш ушёл из города в Дамаск, хотя Артук советовал ему выступить против брата, войска которого были ослаблены долгим маршем. По словам Бар Эбрея, Артук отправился к себе в Иерусалим, где «поместил своих людей и членов своей семьи в башню Давида». В Иерусалиме Артук провёл последние годы жизни. Информация о жизни Артука в этом городе скудна. Михаил Сириец сообщал: «Когда эмир Артук захватил Иерусалим под командованием Мелик-шаха, он поместил [Храм Гроба Господня] под налогообложение, чтобы они собирали один красный [дукат] с каждого молящегося там». По мнению А. Севима, это означает, что Артук заботился о том, чтобы христианские паломники регулярно посещали Иерусалим. К. Ситтон полагал, что Артук не желал лишаться дохода. В  1089 году Артук построил в городе новую мечеть и вскоре умер ( 1090 , 1091,  1091/92 , Ибн-Халликан и Муджир-ад-дин датируют смерть Артука 484 годом, Абу-ль-Фида — 485 годом, Ибн-Халдун — 483 годом). Похоронен Артук у Ворот тьмы (Bab al-Atim) на пути к Храмовой горе (Матвей Эдесский писал, что на пути к храму Соломона).
До  1098 года сыновья Артука Сукман, Иль-Гази и Якути управляли Иерусалимом. Они были менее отца терпимы к христианам. Ослабление Фатимидов привело к появлению на пути паломников мелких эмиратов, правители которых хотели взимать пошлину. Сыновья Артука опасались, что христиане из своих интересов будут способствовать укреплению Фатимидов, главных соперников Артукидов. Из этих соображений Сукман и Иль-Гази изгнали из города большое количество священников.

## Личность, память
По словам Ибн Халликана «Орток был человек твёрдый, счастливый, старательный, деятельный», согласно Ибн аль-Асиру «он был непобедимым», «отличался своим умом и благочестием».  Историки называли Артука «успешным и надёжным», «одним из наиболее выдающихся полководцев Альп Арслана», «великим тюркским командиром», «сильным вождём», «культурным принцем».
Артук стал основателем династии Артукидов (Артуклу, Артукогуллары), различные ветви которой правили в Хартперте (1185—1204), Хиснкейфе и Диярбакыре (1101/02—1232), Мардине и Майяфарикине (независимо: 1102—1316, как вассалы: 1316—1409), Алеппо (1117—1128).